# Lili Marleen
Lili Marleen je znamenita nemška pesem, najbolj priljubljena med drugo svetovno vojno. Besedilo je leta 1915 napisal Hans Leip, Norbert Schultze pa jo je leta 1938 tudi uglasbil. Originalni naslov pesmi je bil »Das Mädchen unter der Laterne« (Dekle pod laterno), vendar je postala poznana pod imenom Lili Marleen. Posnetki Lale Andersen in Marlene Dietrich so pomagali pri popularizaciji pesmi, ki je postala izjemno priljubljena kljub nasprotovanju nacističnega režima, še posebej Josepha Goebbelsa, ministra za propagando.
18. aprila 1941, po nemškem zavzetju Beograda, je bila Lili Marleen v izvedbi Lale Andersen predvajana na Radiu Beograd, ki je pod nemško oblastjo oddajal preko celotne Evrope. Pesem je bila na sporedu vsak večer ob 21.55. Poslušali so jo tako zavezniški kot nemški vojaki, s čimer se je širila njena popularnost.
V Sloveniji je predvsem znana slovenska izvedba Vlada Kreslina in Beltinške bande. Avtor besedila je Vlado Kreslin. 

## Besedilo
| Nemško besedilo | Slovensko besedilo |
| --- | --- |
| Vor der Kaserne, Vor dem großen Tor, Stand eine Laterne. Und steht sie noch davor, So woll'n wir uns da wieder seh'n, Bei der Laterne wollen wir steh'n Wie einst, Lili Marleen. Uns'rer beiden Schatten Sah'n wie einer aus. Daß wir so lieb uns hatten, Das sah man gleich daraus. Und alle Leute soll'n es seh'n, Wenn wir bei der Laterne steh'n Wie einst, Lili Marleen. Schon rief der Posten, Sie bliesen Zapfenstreich, Es kann drei Tage kosten, Kam'rad, ich komm' ja gleich, Da sagten wir auf Wiedersehn, Wie gerne würd' ich mit dir geh'n, Mit dir, Lili Marleen. Deine Schritte kennt sie, Deinen schönen Gang, Alle Abend brennt sie, Doch mich vergaß sie lang. Und sollte mir ein Leid gescheh'n, Wer wird bei der Laterne steh'n Mit dir, Lili Marleen? Aus dem stillen Raume, Aus der Erde Grund, Hebt mich wie im Traume Dein verliebter Mund. Wenn sich die späten Nebel drehn, Werd' ich bei der Laterne steh'n Wie einst, Lili Marleen. | Tamkaj pred kasarno, poleg glavnih vrat, stala je laterna, k'je tam še od takrat. Pod njeno žolto tam lučjo, prijel te bom spet za roko, kot že, Lili Marlen! Tam je majhen svet, samo za naju dva, kjer se tvoja senca z mojo poigra. In vsi ljudje naj vidijo, da to je najino slovo, s teboj, Lili Marlen! Tvoj korak samotno odmeva v temo, mojega že dolgo ni več pod lučjo. in ko bo svet temo pregnal, le kdo bo pod laterno stal, s teboj, Lili Marlen! V vetru nad grobovi, ki hlipa za vse nas, sliši se kot v sanjah tvoj ljubeči glas. In ko bo svet meglo pregnal, bom spet tam pod laterno stal, s teboj, Lili Marlen! |